# Виселль, Рейне
Рейне Виселль (швед. Reine Wisell; 30 сентября 1941, Мутала — 20 марта 2022, Джомтьен, Чонбури) — шведский автогонщик, участник чемпионата мира по автогонкам в классе «Формула-1». Чемпион Швеции по автогонкам «Формулы-3» 1967 года.

## Биография
В 1962 году дебютировал в автогонках, выступая в соревнованиях серийных автомобилей на Mini Cooper и Ford Anglia. В 1965 году занял второе место в чемпионате Швеции по автогонкам спортивных автомобилей группы 5, после чего перешёл в соревнования «Формулы-3», где завоевал титул чемпиона Швеции в 1967 году. На следующий год стартовал в различных европейских соревнованиях «Формулы-3», в которых одержал в общей сложности 11 побед в гонках. После выступлений в гонках спортивных автомобилей, «Формулы-3» и «Формулы-5000» в 1969 и 1970 году блестяще дебютировал в чемпионате мира «Формулы-1», заняв третье место в дебютной гонке в США в 1970 году.
В 1971 году стал основным пилотом команды «Формулы-1» «Лотус», но за весь сезон лишь четыре раза набирал очки и ни разу не попал на подиум, в то время как его напарник Эмерсон Фиттипальди завоевал два третьих и одно второе место. В 1972 году провёл безрезультатный сезон в команде BRM, лишь один раз добрался до финиша в шести гонках и на следующий год перешёл в европейский чемпионат «Формулы-2», где выиграл один этап в 1973 году. После неудачных стартов в гонке «24 часа Ле-Мана» и Гран-при Швеции «Формулы-1» в 1974 году некоторое время участвовал в кубке «Porsche Carrera», после чего в 1975 году завершил гоночную карьеру.

## Результаты гонок в «Формуле-1»
| Легенда к таблице |                                                                    |
| --- | ------------------------------------------------------------------ |
| В таблице перечислены результаты всех Гран-при Формулы-1, в которых принимал участие гонщик. Строками таблицы являются сезоны, столбцами — этапы чемпионата мира. В каждой клетке указаны сокращённое название этапа и результат, дополнительно обозначенный цветом. Расшифровка обозначений и цветов представлена в нижеследующей таблице. |                                                                    |
| \| Пример \| Описание \| \| ------------ \| ------------------------------------------------------------------ \| \| 1 \| Победитель \| \| 2 \| Второе место \| \| 3 \| Третье место \| \| 5 \| Финишировал, заработав очки \| \| Сход \| Не финишировал, но при этом заработал очки \| \| 12 \| Финишировал, не получив очков \| \| НКЛ \| Финишировал, но не попал в финальную классификацию \| \| 15 \| Участвовал вне зачёта, либо по отдельной классификации \| \| 18 \| Не финишировал, но попал в финальную классификацию \| \| Сход \| Не финишировал \| \| НКВ \| Не прошёл квалификацию \| \| НПКВ \| Не прошёл предквалификацию \| \| ДСК \| Дисквалифицирован \| \| ИСК \| Исключён из протокола соревнований \| \| ТТ \| Заявлен для участия только в тренировках \| \| НС \| Участвовал в квалификации, но не стартовал в гонке \| \| Т \| Травмирован или болен \| \| ОТК \| Отказ от участия \| \| НТР \| Прибыл на соревнования, но на трассу не выезжал \| \| НПР \| Был заявлен в числе участников, но не прибыл к началу соревнований \| \| О \| Соревнования отменены \| \| \| Не участвовал \| \| Поул-позиция \| \| \| Быстрый круг \| \| |                                                                    |
| Пример | Описание                                                           |
| 1 | Победитель                                                         |
| 2 | Второе место                                                       |
| 3 | Третье место                                                       |
| 5 | Финишировал, заработав очки                                        |
| Сход | Не финишировал, но при этом заработал очки                         |
| 12 | Финишировал, не получив очков                                      |
| НКЛ | Финишировал, но не попал в финальную классификацию                 |
| 15 | Участвовал вне зачёта, либо по отдельной классификации             |
| 18 | Не финишировал, но попал в финальную классификацию                 |
| Сход | Не финишировал                                                     |
| НКВ | Не прошёл квалификацию                                             |
| НПКВ | Не прошёл предквалификацию                                         |
| ДСК | Дисквалифицирован                                                  |
| ИСК | Исключён из протокола соревнований                                 |
| ТТ | Заявлен для участия только в тренировках                           |
| НС | Участвовал в квалификации, но не стартовал в гонке                 |
| Т | Травмирован или болен                                              |
| ОТК | Отказ от участия                                                   |
| НТР | Прибыл на соревнования, но на трассу не выезжал                    |
| НПР | Был заявлен в числе участников, но не прибыл к началу соревнований |
| О | Соревнования отменены                                              |
| | Не участвовал                                                      |
| Поул-позиция |                                                                    |
| Быстрый круг |                                                                    |

| Сезон | Команда                            | Шасси     | Двигатель   | Ш | 1        | 2       | 3        | 4        | 5       | 6        | 7        | 8        | 9   | 10     | 11       | 12     | 13      | 14  | 15  | Место | Очки |
| ----- | ---------------------------------- | --------- | ----------- | - | -------- | ------- | -------- | -------- | ------- | -------- | -------- | -------- | --- | ------ | -------- | ------ | ------- | --- | --- | ----- | ---- |
| 1970  | Lotus                              | Lotus 72C | Cosworth    | F | ЮАР      | ИСП     | МОН      | БЕЛ      | НИД     | ФРА      | ВЕЛ      | ГЕР      | АВТ | ИТА    | КАН      | США 3  | МЕК НКЛ |     |     | 15    | 4    |
| 1971  | Лотус                              | Lotus 72C | Cosworth    | F | ЮАР 4    | ИСП НКЛ | МОН Сход |          |         |          |          |          |     |        |          |        |         |     |     | 12    | 9    |
| 1971  | Лотус                              | Lotus 72D | Cosworth    | F |          |         |          | НИД ДСК  | ФРА 6   |          | ГЕР 8    | АВТ 4    | ИТА | КАН 5  | США Сход |        |         |     |     | 12    | 9    |
| 1971  | Лотус                              | Lotus 56B | Пратт-Уитни | F |          |         |          |          |         | ВЕЛ НКЛ  |          |          |     |        |          |        |         |     |     | 12    | 9    |
| 1972  | BRM                                | BRM P153  | BRM         | F | АРГ Сход |         |          |          |         |          |          |          |     |        |          |        |         |     |     | -     | 0    |
| 1972  | BRM                                | BRM P160B | BRM         | F |          | ЮАР     | ИСП Сход | МОН Сход | БЕЛ НПР | ФРА Сход | ВЕЛ      |          |     |        |          |        |         |     |     | -     | 0    |
| 1972  | BRM                                | BRM P160C | BRM         | F |          |         |          |          |         |          |          | ГЕР Сход | АВТ | ИТА 12 |          |        |         |     |     | -     | 0    |
| 1972  | Lotus                              | Lotus 72D | Cosworth    | F |          |         |          |          |         |          |          |          |     |        | КАН Сход | США 10 |         |     |     | -     | 0    |
| 1973  | Team Pierre Robert                 | March 731 | Cosworth    | G | АРГ      | БРА     | ЮАР      | ИСП      | БЕЛ     | МОН      | ШВЕ НС   |          |     |        |          |        |         |     |     | -     | 0    |
| 1973  | Clarke-Mordaunt- Guthrie-Durlacher | March 731 | Cosworth    | G |          |         |          |          |         |          |          | ФРА Сход | ВЕЛ | НИД    | ГЕР      | АВТ    | ИТА     | КАН | США | -     | 0    |
| 1974  | March                              | March 741 | Cosworth    | G | АРГ      | БРА     | ЮАР      | ИСП      | БЕЛ     | МОН      | ШВЕ Сход | НИД      | ФРА | ВЕЛ    | ГЕР      | АВТ    | ИТА     | КАН | США | -     | 0    |